# Drzewoszka szafirowa
Drzewoszka szafirowa (Ybyrapora sooretama) – gatunek pająka z rodziny ptasznikowatych i podrodziny Aviculariinae. 

## Taksonomia
Gatunek ten opisany został po raz pierwszy w 2009 roku przez Rogéria Bertaniego i Caroline Sayuri Fukushimę pod nazwą Avicularia sooretama. Jako miejsce typowe wskazano Reserva Biológica de Sooretama w Brazylii, od którego to nazwy wzięto epitet gatunkowy. W 2017 Fukushima i Bertani dokonali analizy kladystycznej, na podstawie której sklasyfikowali go jako gatunek typowy nowego rodzaju Ybyrapora.

## Morfologia
Pająki te osiągają niewielkie jak na ptaszniki rozmiary. Długość prosomy dochodzi do około 10–11 mm, a długość opistosomy do około 11–12 mm. Z kolei rozpiętość odnóży dochodzi do około 10 cm. Ubarwienie zmienia się w trakcie rozwoju osobniczego. Stadia najmłodsze są metalicznie zielone z ciemnozielonym środkiem karapaksu, ciemnozielonym pasem o zygzakowatych brzegach wzdłuż wierzchu opistosomy (odwłoka), pośrodku którego leży żółtawozielona plama podłużna oraz z trzema słabo odgraniczonymi, ciemnozielonymi przepaskami poprzecznymi po bokach opistosomy, łączącymi się ze wspomnianym pasem podłużnym. Wspomniana plama podłużna pośrodku opistosomy jest krótsza niż u innych przedstawicieli rodzaju i nie dochodzi do jej najbardziej przedniej części. Później barwa środka karapaksu i pasów na opistosomie ciemnieje. U najstarszych stadiów młodocianych pas podłużny i pasy poprzeczne na opistosomie są czarne. W przeciwieństwie do pozostałych przedstawicieli rodzaju nie pojawiają się w żadnym stadium pomarańczowe znaki na nadstopiach i stopach. Dorosłe samce mają owłosienie całego ciała z różowawym połyskiem, a opistosomę czerwoną z czarnymi znaczeniami. Dorosłe samice zachowują wzór barwny osobników młodocianych.
Prosoma ma nieco dłuższy niż szeroki karapaks pokryty krótkimi szczecinkami i wmieszanymi w nie, rozproszonymi szczecinkami dłuższymi. Część głowowa nie jest wyniesiona. Ośmioro oczu ustawionych jest w dwóch rzędach na szerszym niż dłuższym i nieco wyniesionym wzgórku ocznym. Oczy przednio-boczne leżą bardziej z przodu niż przednio-środkowe, a oczy tylno-boczne bardziej z tyłu niż tylno-środkowe. Nadustek nie występuje. Szczękoczułki pozbawione są szeregu sztywnych szczecin (rastellum), w części odsiebnej mają po 9 par zębów u samca i 12 u samicy, a na krawędzi przedniej szereg drobnych ząbków. Dłuższe niż szerokie sternum swym ostro kanciastym wierzchołkiem tylnym nie rozdziela ostatniej pary bioder. Kolejność par odnóży od najdłuższej do najkrótszej to I, IV, II, III u samca, zaś IV, I, II, III u samicy. U samicy stopy mają maczugowate trichobotria w odsiebnych ⅔ swej długości, zaś u samca pierwsza ich para ma je tylko w odsiebnej połowie. Skopule występują na całych stopach trzech pierwszych par, całych nadstopiach dwóch pierwszych par oraz odsiebnych ⅔ długości nadstopi pary trzeciej i czwartej.
Nogogłaszczki samca mają prawie trójkątne cymbium o podobnych rozmiarów płatach, z których prolateralny jest trójkątny z bardzo krótkim wyrostkiem kolcowatym na szczycie, a retrolateralny jest pozbawiony wyrostka. Kulisty bulbus ma niewielkie subtegulum i zaopatrzone w guzek tegulum. Około 3,5-krotnie dłuższy od tegulum embolus jest niespłaszczony, pozbawiony kilów, w części dosiebnej mocno zakrzywiony, w części środkowej ustawiony pod rozwartym kątem względem krawędzi tegulum, w części odsiebnej gwałtownie zwężający się ku szczytowi.
Genitalia samicy odznaczają się obecnością pary całkowicie oddzielonych, długich, niezesklerotyzowanych, nieposkręcanych spermatek, będących pośrodku odgiętymi pod kątem prostym dozewnętrznie i tam tak szerokimi jak u nasady. Wierzchołki spermatek nie sięgają ich podstawy i są wielopłatowe.

## Ekologia, występowanie i zagrożenie
Gatunek neotropikalny, endemiczny dla Brazylii, związany ściśle z lasami deszczowymi formacji Mata Atlântica. Jego naturalny zasięg występowania obejmuje obszar o powierzchni około 39 tys. km², rozciągając się od Uny na południu stanu Bahia na północy po Itatiaię w południowej części stanu Rio de Janeiro na południu oraz od Pinheiros w stanie Espírito Santo na wschodzie do Linhares w tymże stanie na zachodzie. Jest to więc najdalej na południe występujący gatunek ze swojej podrodziny. Współczesny jego zasięg obejmuje jednak niewielką część omawianego obszaru. Doświadcza on bowiem intensywnej i gwałtownej deforestacji. Tylko do 2009 obszar lasów atlantyckich w stanie Bahia skurczył się aż o 92,74%. Podejmowane lokalnie próby odtworzenia lasów nie przynoszą szybkiego powrotu leśnych zgrupowań pająków i takie wtórne zadrzewienia pozostają przez dłuższy czas zasiedlane przez pospolite gatunki terenów otwartych. W stanie Rio de Janeiro jest przypuszczalnie gatunkiem wymarłym, jako że mimo intensywnych badań ostatni rekord pochodzi stamtąd z 1956 roku. 
Ptasznik ten pędzi głównie nadrzewny tryb życia. Widywano go w trakcie wędrówek po pniach drzew i liściach.
Ze względu na niszczenie siedliska, niewielki zasięg oraz potencjalną możliwość jego pozyskiwania do celu handlu na rynku terrarystycznym badacze od 2009 roku postulują umieszczenie tego gatunku w załączniku CITES oraz w Czerwonej księdze gatunków zagrożonych Międzynarodowej Unii Ochrony Przyrody.